# José Bonifácio, el Mozo
José Bonifácio de Andrada e Silva (Burdeos, 8 de noviembre de 1827 — São Paulo, 26 de octubre de 1886) fue un poeta, jurista, profesor y político brasileño.
Fue hijo de Martim Francisco Ribeiro de Andrada y Gabriela Frederica Ribeiro de Andrada (su padre era hermano y su madre era hija de José Bonifácio de Andrada e Silva, el Patriarca de la Independencia), nació en Francia debido al exilio de su familia luego de la disolución de la Asamblea Constituyente de 1823 por parte de Pedro I.

## Biografía
Apodado como "el Mozo" para distinguirlo de su abuelo, el "Patriarca de la Independencia", padre de su madre y hermano de su padre. Hizo sus primeros estudios en São Paulo. A los 14 años ingresó en la Escuela Militar de la Corte, de la que se retiró en 1846 sin terminar la carrera. Se graduó en 1853 en la Facultad de Derecho de São Paulo. Fue profesor de derecho en la facultad de Recife y luego en la de São Paulo siendo titular de la cátedra de derecho criminal y de derecho civil. Entre sus alumnos destacan figuras históricas como Rui Barbosa, Castro Alves, Joaquim Nabuco, Rodrigues Alves y Afonso Pena. 

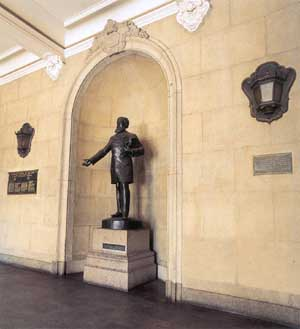
Estatua de José Bonifácio, el Mozo en la Facultad de Derecho de São Paulo.

Fue diputado provincial (1860) y diputado general por la provincia de São Paulo entre 1861 y 1868 y de 1878 a 1879. Luego fue senador del Imperio del Brasil de 1879 a 1886. Orador y escritor de estilo romántico, se hizo notable por su defensa del sistema parlamentarista y del voto de los analfabetos. Fue también ministro de la Marina en 1862 y del Imperio en 1864 participando del movimiento abolicionista, defendiendo la liberación de los esclavos de forma inmediata y sin indemnización. Rechazó el cargo de Presidente del Consejo de Ministros en 1883 que le fue ofrecido por el emperador Pedro II.
Se casó con su prima, Adelaide Eugênia da Costa Aguiar de Andrada y, a su fallecimiento, con Rafaela de Souza Aguiar Gurgel do Amaral en segundas nupcias. De su primer matrimonio tuvo los siguientes hijos: José Bonifácio, Martim Francisco, Narcisa, Maria Flora e Gabriela.
Rui Barbosa hizo un pronunciamiento en su homenaje póstumo en el Teatro São José, en sesión cívica de 1886.

## Academia Brasileña de Letras
Fue elegido por Medeiros e Albuquerque como patrono del asiento 22 de la Academia Brasileña de Letras, fundada en 1897, y como patrono del asiento 7 de la Academia Paulista de Letras, fundada en 1909.

## Ligações externas
- Esta obra contiene una traducción total derivada de «José Bonifácio, o Moço» de Wikipedia en portugués, publicada por sus editores bajo la Licencia de documentación libre de GNU y la Licencia Creative Commons Atribución-CompartirIgual 4.0 Internacional.
- Perfil no sítio oficial da Academia Brasileira de Letras (en portugués)
- Perfil biográfico
- Relatório apresentado à Assembleia Geral Legislativa na 2ª sessão da 12ª legislatura pelo Ministro e Secretário de Estado dos Negócios do Império José Bonifácio de Andrada e Silva, 1864

- Datos: Q6291724
- Multimedia: José Bonifácio de Andrada e Silva, o moço / Q6291724